# Parry O'Brien
William Patrick O'Brien, detto Parry (Santa Monica, 28 gennaio 1932 – Santa Clarita, 21 aprile 2007), è stato un pesista e discobolo statunitense.
Gareggiò in quattro Olimpiadi estive, vincendo due medaglie d'oro (1952, 1956) e una medaglia d'argento (1960). Alla sua ultima gara olimpica (1964) si classificò quarto.

## Biografia
Era uno sportivo molto attivo a livello scolastico: giocando nella forte squadra di football americano della Santa Monica High School, vinse un campionato e una borsa di studio per la University of Southern California. Si dedicò però presto al getto del peso.
Nei primi anni cinquanta sviluppò un nuovo metodo di lancio per questa disciplina. Il Los Angeles Times lo descrisse così:
(Traduzione del pezzo.)
Utilizzando questo metodo fu in grado di abbattere il record del mondo per 17 volte. Divenne il primo atleta a gettare il peso di 16 libbre a più di 60 piedi di distanza, e vinse 116 gare consecutive. Questo metodo è diventato noto come "metodo O'Brien" o "tecnica dorsale." Detenne il record del mondo dal 1953 al 1959. Nel corso della sua carriera vinse 18 campionati della National Amateur Athletic Union, 17 nel getto del peso e uno nel lancio del disco. Vinse consecutivamente nove titoli nazionali indoor e otto outdoor, di cui cinque consecutivamente.
Fu il secondo pesista a vincere due titoli olimpici consecutivi, dopo Ralph Rose, che lo fece nel 1904 e nel 1908. Nei Giochi olimpici 1960 vinse l'argento, mentre ai Giochi 1964 a Tokyo, dopo essere stato il portabandiera della squadra olimpica degli Stati Uniti alla cerimonia di apertura, si classificò quarto. Venne introdotto nella National Track & Field Hall of Fame nel 1974, nella U.S. Olympic Hall of Fame nel 1984 e nel USC's Athletic Hall of Fame nel 1994.
Da atleta, oltre a sviluppare la nuova tecnica per il getto del peso, realizzò nastri motivazionali per se stesso e fece esperimenti con lo Yoga. La rivista Time, in una copertina storica pubblicata la settimana prima delle Olimpiadi di Melbourne (nel 1956), rilevò: «Nessuno è stato più efficace di O'Brien a combinare ciò che egli chiama "MA" (atteggiamento mentale) e "SP" (attitudine fisica)».
A carriera terminata ha lavorato nel settore bancario. È deceduto il 21 aprile 2007, colto da infarto durante una competizione di nuoto per la Southern Pacific Masters Association nella piscina del circolo natatorio di Santa Clarita, California. Aveva 75 anni.

## Palmarès
| Anno | Manifestazione      | Sede              | Evento           | Risultato | Misura  | Note              |
| ---- | ------------------- | ----------------- | ---------------- | --------- | ------- | ----------------- |
| 1952 | Olimpiadi           | Helsinki          | Getto del peso   | Oro       | 17,41 m | Record olimpico   |
| 1955 | Giochi panamericani | Città del Messico | Getto del peso   | Oro       | 17,59 m | Record dei Giochi |
| 1955 | Giochi panamericani | Città del Messico | Lancio del disco | Argento   | 51,07 m |                   |
| 1956 | Olimpiadi           | Melbourne         | Getto del peso   | Oro       | 18,57 m | Record olimpico   |
| 1959 | Giochi panamericani | Chicago           | Getto del peso   | Oro       | 19,04 m | Record dei Giochi |
| 1959 | Giochi panamericani | Chicago           | Lancio del disco | Bronzo    | 51,84 m |                   |
| 1960 | Olimpiadi           | Roma              | Getto del peso   | Argento   | 19,11 m |                   |
| 1964 | Olimpiadi           | Tokyo             | Getto del peso   | 4º        | 19,20 m |                   |